# Conjunt de cases del carrer Vilabertran (Figueres)
El Carrer Vilabertran és un carrer del municipi de Figueres (Alt Empordà) que té un grup de cases que en el seu conjunt formen part de l'Inventari del Patrimoni Arquitectònic de Catalunya, es tracta dels edificis situats als números 8, 9 i 23.

## Descripció
El conjunt conforma un edifici entre mitgeres situat a l'eixample de Figueres. És una casa de planta quadrada, amb planta baixa i un pis, i amb la coberta terrassada. A la planta baixa trobem dues obertures amb una motllura que imita un guardapols, però a on realment trobem elements interessants és al primer pis, amb una balconada correguda amb barana amb balustres a davant de les dues finestres dels costats, però amb barana de ferro forjat decorada amb motius geomètrics i lleugerament circular davant de la finestra central. Les tres finestres estan decorades amb un frontó a sobre, i damunt d'aquestes hi ha un fris esgrafiat que ocupa l'amplada de la casa decorat amb motius vegetals. La testera de l'edifici està decorada amb un frontó al centre amb la data inscrita 1933 i un merlet a cada costat amb decoració ceràmica.